# Monestir d'Optina
El monestir d'Optina rus: (Введенский ставропигиальный мужской монастырь Оптина Пустынь) és un monestir ortodox situat prop de Kozelsk, a Rússia. Durant el segle xix, Optina va ser el centre espiritual més important de l'Església Ortodoxa Russa i va servir com a model per a diversos monestirs, entre ells el proper convent de Shamordino. És particularment conegut com el centre dels starets russos.